# Junus al-Ajnawi
Junus al-Ajnawi, Younes El Aynaoui (arab.: يونس العيناوي, Yūnus al-ʿAynāwī; ur. 12 września 1971 w Rabacie) – marokański tenisista, olimpijczyk, reprezentant w Pucharze Davisa.

## Kariera tenisowa
Jako osiemnastolatek pojechał do Bradenton na Florydzie, a w latach 1990–1992 szkolił się tam w akademii Nick Bollettieri Tennis Academy prowadzonej przez Nicka Bollettieriego.
W 1990 roku Marokańczyk rozpoczął karierę zawodową, którą z przerwami kontynuował do 2010 roku. W grze pojedynczej wygrał pięć turniejów kategorii ATP World Tour i jedenaście razy był uczestnikiem finałów. Startując w turniejach wielkoszlemowych najdalej dochodził do ćwierćfinałów, w 2000 i 2003 roku podczas Australian Open i w 2002 i 2003 roku na US Open. W rankingu singlowym najwyżej był na 14. miejscu 11 marca 2003 roku.
Reprezentując Maroko w Pucharze Davisa al-Ajnawi zagrał łącznie w trzydziestu siedmiu pojedynkach singlowych, z których w dwudziestu sześciu wygrał, a w deblu na dziesięć rozegranych meczów w dwóch triumfował.
Marokańczyk dwukrotnie wystąpił na igrzyskach olimpijskich. W 1992 roku zagrał w Barcelonie i w 2004 roku w Atenach. W Barcelonie dotarł do 2 rundy rywalizacji singlowej, natomiast w stolicy Grecji odpadł w 1 rundzie.
W rankingu gry pojedynczej najwyżej był na 14. miejscu (11 marca 2003), a w klasyfikacji gry podwójnej na 85. pozycji (14 lipca 2003).

### Finały w turniejach ATP World Tour

#### Gra pojedyncza (5–11)
| Legenda                             |
| Wielki Szlem (0–0)                  |
| Igrzyska olimpijskie (0–0)          |
| Tennis Masters Cup (0–0)            |
| ATP Masters Series (0–1)            |
| ATP International Series Gold (0–1) |
| ATP International Series (5–10)     |

| Wygrane według nawierzchni |
| Twarda (1–3)               |
| Ceglana (4–7)              |
| Trawiasta (0–0)            |
| Dywanowa (0–1)             |

| Końcowy wynik | Nr  | Data                 | Turniej    | Nawierzchnia    | Przeciwnik             | Wynik finału               |
| Finalista     | 1.  | 21 marca 1993        | Casablanca | Ceglana         | Guillermo Pérez Roldán | 4:6, 3:6                   |
| Finalista     | 2.  | 7 stycznia 1996      | Ad-Dauha   | Twarda          | Petr Korda             | 6:7(5), 6:2, 6:7(5)        |
| Finalista     | 3.  | 14 stycznia 1996     | Dżakarta   | Twarda          | Sjeng Schalken         | 3:6, 2:6                   |
| Finalista     | 4.  | 4 sierpnia 1996      | Amsterdam  | Ceglana         | Francisco Clavet       | 5:7, 1:6, 1:6              |
| Finalista     | 5.  | 15 listopada 1998    | Santiago   | Ceglana         | Francisco Clavet       | 2:6, 4:6                   |
| Zwycięzca     | 1.  | 8 sierpnia 1999      | Amsterdam  | Ceglana         | Mariano Zabaleta       | 6:0, 6:3                   |
| Finalista     | 6.  | 12 marca 2000        | Bogota     | Ceglana         | Mariano Puerta         | 4:6, 6:7(5)                |
| Finalista     | 7.  | 22 lipca 2001        | Amsterdam  | Ceglana         | Àlex Corretja          | 3:6, 7:5, 6:7(0), 6:3, 4:6 |
| Zwycięzca     | 2.  | 16 września 2001     | Bukareszt  | Ceglana         | Albert Montañés        | 7:6(5), 7:6(2)             |
| Finalista     | 8.  | 14 października 2001 | Lyon       | Dywanowa (hala) | Ivan Ljubičić          | 3:6, 2:6                   |
| Zwycięzca     | 3.  | 6 stycznia 2002      | Ad-Dauha   | Twarda          | Félix Mantilla         | 4:6, 6:2, 6:2              |
| Finalista     | 9.  | 3 marca 2002         | Dubaj      | Twarda          | Fabrice Santoro        | 4:6, 6:3, 3:6              |
| Zwycięzca     | 4.  | 14 kwietnia 2002     | Casablanca | Ceglana         | Guillermo Cañas        | 3:6, 6:3, 6:2              |
| Zwycięzca     | 5.  | 5 maja 2002          | Monachium  | Ceglana         | Rainer Schüttler       | 6:4, 6:4                   |
| Finalista     | 10. | 14 lipca 2003        | Båstad     | Ceglana         | Carlos Moyá            | 3:6, 6:2, 5:7              |
| Finalista     | 11. | 13 kwietnia 2003     | Casablanca | Ceglana         | Julien Boutter         | 2:6, 6:2, 1:6              |